# 奧本 (密歇根州)
奧本（英語：Auburn）是一個位於美國密歇根州貝縣的城市。

## 人口
根據2020年美國人口普查的數據，奧本的面積為2.74平方千米，當中陸地面積為2.73平方千米，而水域面積為0.01平方千米。當地共有人口2068人，而人口密度為每平方千米755人。